# 팬텀엔터테인먼트그룹
팬텀 엔터테인먼트 그룹(Fantom Entertainment Group)은 대한민국의 연예 기획사다. 1990년 6월 골프용품 전문 업체로 창립했다가 이후 여러 회사들과 합병을 하면서 종합 엔터테인먼트 회사가 되었다.

## 발자취
- 1990년 6월 5일 (주)팬텀 골프공, 골프 의류 제조업체로 창립[1]
- 2005년 10월 19일 당시 음반 기획사였던 (주)이가(李家)엔터테인먼트, 비디오/DVD 유통 회사였던 (주)우성 엔터테인먼트와 흡수 합병
11월 매니지먼트 회사 (주)플레이어 엔터테인먼트 흡수 합병
- 2006년 6월 1일  당초 에이스미디어 소속이었으나[2] 이 회사가  김제동 지석진 윤정희 등 소속 연예인들을 뉴보텍에 양도함에 따라 뉴보텍에 몸담아 온 김제동 지석진 윤정희 등을 영입했지만 이들은 그 해 11월 설립된 신생 엔터테인먼트 업체인 오라클엔터테인먼트로 옮겼는데 이 회사는 2008년 3월 웰메이드엔터테인먼트-스타엠엔터테인먼트와 합병하여[3]  웰메이드스타엠으로 상호명이 변경되었으며 지석진 김제동 등이 회사를 떠난 뒤 드라마 및 영화 제작,배우 전문 매니지먼트 등으로 바뀌었고 2014년 3월 웰메이드예당으로 상호명이 변경되었으며 2016년 3월 변종은 전 회장이 보유하고 있던 151만 5774주를 청호컴넷에 인수시켰으며[4] 같은 해 6월에는 이매진아시아로 상호명이 변경됐고 변종은 회장은 지분을 넘긴 뒤 웰메이드예당을 새롭게 설립했는데 이매진아시아 전 소속 배우였던 이선빈 진지희가 전 소속사(이매진아시아)로부터 전속계약 해지에 따른 소송에 휘말렸으나 승소했으며 현재 웰메이드 예당은 웰메이드 스타이엔티로 상호명이 변경됐고 에이스미디어는 2005년 뉴보텍과 엔터테인먼트 공동 사업을 하기로 했지만 뉴보텍이 에이스미디어와 합병이 전혀 진행되지 않았던 데다 연예인들에 대한 양도대금도 지급하지 않자 2007년 1월 19일 에이스미디어가 뉴보텍과 도주한 이 회사 한승희 전 대표를 상대로  24억5천만원 규모의 대여금 청구소송을 제기함[5]
- 2006년 11월 7일 (주)팬텀에서 팬텀 엔터테인먼트 그룹으로 상호를 변경했는데, 그러던 중 이도형 전 대표가 2007년 5월 주가조작 때문에 240억원의 시세차익을 올린 혐의로 기소돼 실형을 선고받아 총체적 부실을 보였고[6] 당시 소속 연예인이었던 강호동 등 16명은 다음 해 7월 전속계약이 종료된 뒤 워크원더스로 옮겨갔는데[7] 이 과정에서 팬텀과 워크원더스는 강호동 등의 전속권 문제 때문에 갈등을 빚었으며 2009년 4월 상장폐지[8]되어 파산

## 소속 연예인
| - 강래연 - 김다영 - 김민서 - 김석훈 - 김성수 - 김성윤 - 김성주 | - 도이성 - 박경림 - 소유진 - 소이현 - 송광원 - 아이비 - 신다은 - 박민경(연우현진) - 원투 | - 유신애 - 윤세아 - 윤정수 - 이다은 - 이우상 - 이지수 - 임백천 - 정웅인 - 정채은 - 변동준 | - 지상렬 - 지성 - 지하건 - 최나 - 최성민 |